# Connecticut Financial Center
El Connecticut Financial Center es un rascacielos de ubicado en New Haven, la tercera ciudad más grande del estado Connecticut (Estados Unidos). Es el edificio más alto de la ciudad y el sexto más alto del estado. Tiene 27 plantas y mide 116,74 metros de altura. Fue diseñado en estilo posmoderno por la firma de arquitectos de Toronto Crang and Boake y fue terminado en 1990.

## Descripción
Está adyacente al Ayuntamiento de New Haven frente a New Haven Green en el Downtow. Entre los inquilinos actuales del edificio se encuentran United Illuminating, Bank of America, Merrill Lynch, la Oficina del Fiscal de los Estados Unidos, el Tribunal de Quiebras de los Estados Unidos y la Oficina de Audiencias y Apelaciones de la Administración del Seguro Social. El CFC se encuentra en el antiguo emplazamiento del Powell Building, que fue el primer rascacielos de New Haven.